# 桜並木寄付記念碑
桜並木寄付記念碑（さくらなみききふきねんひ）は、千葉県船橋市薬円台にある陸上自衛隊習志野駐屯地内に建っている記念碑。

## 由来
1916年（大正5年）に薬園台（薬円台の旧称）に陸軍騎兵学校が移転した事を記念して、薬園台にある仲三好屋という商人が同学校内に桜並木を寄贈した事に由来する。